# Мільйон маленьких шматочків
«Мільйон маленьких шматочків» (анг. A Million Little Pieces) – американський драматичний фільм режисера Саманти Тейлор-Джонсон заснований на однойменній книзі Джеймса Фрея.

## Сюжет
Молодий чоловік на ім'я Джеймс (Аарон Тейлор-Джонсон) прокидається у літаку, який летить до Міннеаполісу його рідного міста. Джеймс не пам'ятає як він потрапив на літак та чому весь у синцях та ранах, оскільки весь час лише пиячить змішуючи алкоголь з важкими наркотиками. Від стюардеси він дізнається, що на літак його в непритомному стані посадив лікар та дома на нього чекає брат. Брат Боб (Чарлі Ганнем) забравши Джеймса одразу ж везе його до реабілітаційної клініки. Джеймсу лише 23 роки, але він алкоголік уже майже десять років, а наркоман — три.
У клініці Джеймс зустрічає доволі цікавих та специфічних людей, з якими він поступово починає спілкуватися та створювати більш тісні стосунки. Саме ці, такі самі як і він пацієнти, почнуть відігравати важливу роль у його житті як під час, так і після його перебування в клініці. До таких людей належить бос мафії Леонард (Біллі Боб Торнтон), який відіграє життєво важливу роль у його одужанні, та жінка-наркоман, в яку Джеймс закохується, незважаючи на суворі правила, забороняючи контакти чоловіків та жінок у клініці. Поступово Джеймс починає змінюватися і це стає першим кроком до його одужання.

## У ролях
| Актор                | Роль              |
| -------------------- | ----------------- |
| Аарон Тейлор-Джонсон | Джеймс Фрей       |
| Біллі Боб Торнтон    | Леонард           |
| Чарлі Ганнем         | Боб Фрей молодший |
| Джованні Рібізі      | Джон              |
| Девід Дастмалчян     | Рой               |
| Джульєтт Льюїс       | Джоанна           |
| Одеса Янг            | Лілі              |
| Чарльз Парнелл       | Майлс Девіс       |
| Енді Баклі           | доктор Стивенс    |

## Створення
Початкові права на екранізацію мали Warner Bros., але вони зупинили роботу над сценарієм після того, як була оприлюднена інформація що книга «Мільйон маленьких шматочків» — це не зовсім автобіографія і її автор Джеймс Фрай повністю вигадав деякі моменти історії. У жовтні 2017 року Саманта Тейлор-Джонсон бува призначена на посаду режисера фільму, а її чоловік Аарон Тейлор-Джонсон буде грати головну роль.
У січні 2018 року до авторського складу приєдналися Біллі Боб Торнтон, Чарлі Хуннам та Джованні Рібісі, а виробництво розпочалося 25 січня. Девід Дастмальчіян і Джульєтта Льюїс приєдналися до знімального процесу через кілька днів. Одеса Янг та Чарльз Парнелл приєдналися до складу акторів у лютому.

## Сприйняття
Сайт агрегатора рецензій Rotten Tomatoes надав фільму рейтинг схвалення 33 % на основі 7 оглядів із середнім рейтингом 2,5 / 10.